# Drosophila lichuanensis
Drosophila lichuanensis är en tvåvingeart som beskrevs av Zhang och Liang 1994. Drosophila lichuanensis ingår i släktet Drosophila och familjen daggflugor.
Artens utbredningsområde är provinsen Hubei i Kina.